# Onychiurus volinensis
Onychiurus volinensis är en urinsektsart som beskrevs av Andrzej Szeptycki 1964. Onychiurus volinensis ingår i släktet Onychiurus, och familjen blekhoppstjärtar. Arten är reproducerande i Sverige.